# Blue Sheep Reverie
Blue Sheep Reverie (青い羊の夢 Aoi Hitsuji no Yume?) es una serie de manga japonesa escrita e ilustrada por Makoto Tateno. Los capítulos individuales se recopilaron en nueve volúmenes tankōbon que se publicaron entre el 28 de agosto de 2006 y el 18 de noviembre de 2015. El manga está licenciado en Norteamérica por Digital Manga Publishing bajo su sello Juné,que publicó el primer volumen tankōbon el 16 de diciembre de 2008, y el sexto el 30 de julio de 2014.El manga está licenciado en Alemania como Blue Sheep Dream por Egmont Manga & Anime.

## Recepción
Briana Lawrence elogia al protagonista por no correr «a los brazos de [María] en cuanto se enteró de que estaba viva, aunque sea una fulanita malvada». Rachel Bentham elogia la velocidad del manga: «Al tener sólo dos volúmenes, la serie pasa por los sobresaltos y las revelaciones rápidamente, pero no demasiado rápido. Da tiempo a que el impacto emocional arraigue en el personaje y afecte al lector».Leroy Douresseaux comenta sobre arte del manga: «El dibujo de las figuras es a veces amateur, incluso pobre, especialmente comparado con otros trabajos de Tateno. Por otro lado, la composición y el diseño del contenido de los paneles son bastante imaginativos. De hecho, el énfasis en el diseño y el estilo artístico es lo que mantiene el interés de esta historia. En su manga de ciencia ficción distópica (como Steal Moon), el ingenio visual de Tateno anima lo que de otro modo podría ser un concepto pobre, lo cual es prometedor para el resto de Blue Sheep Reverie».